# Wełna
Pour les articles homonymes, voir Wełna (homonymie).
La Wełna est une rivière de Pologne, un affluent de la rive droite de la Warta, donc un sous-affluent de l'Oder.

## Géographie
Elle fait 118 km et son bassin hydrographique a une surface de 2 621 km2. Elle prend sa source près de Gniezno et rejoint la Warta à Oborniki.